# John Taylor (pilote automobile, 1933)
Pour les articles homonymes, voir John, Taylor et John Taylor.
Ne doit pas être confondu avec John Taylor (pilote automobile, 1941).
John Taylor est un ancien coureur automobile anglais né le 23 mars 1933 à Leicester et décédé le 8 septembre 1966 à Coblence (Allemagne) des suites de son accident lors du Grand Prix d'Allemagne 1966 de Formule 1. Il a inscrit 1 point en championnat du monde de Formule 1 en terminant sixième du Grand Prix de France 1966.

## Biographie
Pilote au sein du Bob Gerard Racing, John Taylor débute en Formule Junior où il pilote des Cooper en 1962 et 1963. À la suite de ses performances honorables, Bob Gerard l'engage sur deux épreuves de Formule 1, hors-championnat (les 200 miles d'Aintree puis l’International Trophy) au volant d'une Cooper T59 (en). 
En 1964, Taylor dispute quatre Grands Prix de Formule 1 hors-championnat et obtient comme meilleur résultat une cinquième place aux 200 miles d'Aintree. Bob Gerard l'engage également à deux reprises en championnat du monde. Il débute ainsi le 11 juillet 1964 au Grand Prix de Grande-Bretagne au volant d’une Cooper T73 et, après s’être élancé de la vingtième place sur la grille, termine sa première épreuve de championnat du monde à la quatorzième place. Il ne peut pas honorer son second engagement et ne retrouve un volant en championnat du monde qu'en 1966.
En 1965, John Taylor poursuit l'aventure avec Bob Gerard qui lui fournit une nouvelle monoplace, la Cooper T60 à motorisation Climax. Il dispute trois épreuves hors-championnat, se classant notamment cinquième du Sunday Mirror Trophy. À la fin de la saison, il quitte son écurie pour celle de David Bridges qui lui permet de renouer avec le championnat du monde. La même année il termine troisième du Rallye Shell 4000 au Canada, sur Ford Cortina, 
En 1966, hors-championnat, Taylor, au volant d'une Brabham BT11-BRM termine sixième de l'International Trophy avant de commencer la saison officielle. Il termine sixième du Grand Prix de France et inscrit son unique point en championnat du monde. Il termine à la porte des points lors des deux épreuves suivantes (huitième au Grand Prix de Grande-Bretagne puis des Pays-Bas) avant de s'engager pour son dernier Grand Prix.
Qualifié en vingt-cinquième position du Grand Prix d’Allemagne, Taylor, auteur d'un départ canon, est victime d'un tête à queue et s'accroche avec la Matra Sports de Jacky Ickx qui partait de la seizième place. La Brabham de Taylor quitte la piste et s'embrase immédiatement tandis que Taylor est gravement brûlé. Il décède un mois plus tard à l'hôpital de Coblence des suites de ses blessures.
Il ne doit pas être confondu avec John Taylor, premier pilote champion d'Europe de rallycross sept années plus tard en 1973.

## Résultats en championnat du monde de Formule 1
| Saison | Écurie            | Châssis      | Moteur      | Pneus    | GP disputés | Points inscrits | Classement |
| ------ | ----------------- | ------------ | ----------- | -------- | ----------- | --------------- | ---------- |
| 1964   | Bob Gerard Racing | Cooper T73   | Cosworth l4 | Dunlop   | 1           | 0               | Nc.        |
| 1966   | David Bridges     | Brabham BT11 | BRM V8      | Goodyear | 4           | 1               | 20e        |